# 中国环球电视网相关争议
本條目收錄了中國環球電視網的相關爭議事件。

## 英文采访柯洁事件
2017年5月25日，在中国乌镇围棋峰会柯洁与AlphaGo三番棋第二局赛后发布会上，CGTN记者用英语向柯洁提问，并且语速非常快，现场翻译甚至无法及时准确翻译，柯洁以“如果你是中国记者，而我是中国棋手，我认为你应该用中文向我提问”回应而拒绝回答问题。随后CGTN记者不得不又用中文向柯洁重复了问题，他也解释称，CGTN是一个以英语为工作语言的平台，所以提问题需要用英语。同日晚，CGTN官方微博发文表示，英语是CGTN的工作语言，同时也向柯洁和现场翻译表达了歉意。该争议发生后，随即成为了网络热议话题。

## 被美国列为“外国使团”
2020年2月18日，CGTN被美国国务院认定为“外国使团”，并作为北京当局的“宣传新闻机构”。该举动对美国境内的CGTN频道播送没有重大影响，观众可以继续收看该频道，但每逢整点和半点会在屏幕上方出现一行英文蓝底白字提醒观众：
|  | “该频道由中国环球电视网资助提供，该机构已被美国国务院认定为‘外国使团’” |

CGTN北美分台节目时段内，每当节目开始时，也会在下方跑马字幕中显示如下信息：
|  | This material is distributed by MediaLinks TV LLC on behalf of CCTV. Additional information is available at the Department of Justice Washington D.C.. （本材料由MediaLinks TV LLC代表CCTV分发。更多信息由华盛顿特区的司法部提供。） |

## 澳籍華裔记者涉嫌间谍
2020年8月31日，多家外國媒體證實，在CGTN及其前身CCTV NEWS（CCTV International）服務多年的澳大利亞華裔財經主播及記者成蕾（Cheng Lei）早前已被中國當局以監視居住的方式拘留，中方於同年8月14日將此事通知澳大利亞政府。而澳國外長馬里斯·佩恩則在8月27日以視像通話的方式進行領事探望，並表示會繼續向她及其家人提供協助。同年9月8日，中国外交部发言人赵立坚在例行记者会上证实，成蕾因“涉嫌从事危害中国国家安全的犯罪活动”为由，对她采取强制措施。而有外界認為成蕾被拘留可能和中澳兩國關係緊張有關。目前，CGTN已將官網及其應用程式當中有關成蕾的簡介及其節目片段刪除。

## 在英国、澳洲及欧洲的落地风波

### 英国
2020年5月26日，英國通訊管理局决定，对在2019年8月11日至2019年11月21日报道香港反修例风波“缺乏應有的公正”作出处罚，而CGTN可能面临罰款或者吊銷廣播執照。对此，CGTN在英國的播出執照的所有人星空華文傳媒公开回应，称“理解報道公正的重要性”。此前，英國通訊管理局還在調查其它3宗有關CGTN的投訴，結論目前尚沒有公布。5月29日，CGTN发表声明称，对裁决结果表示失望，稱有責任在報道中表達中國的觀點。并希望继续与英国通信管理局进行公正、公平和透明的合作。
2021年2月4日，英国通讯管理局（Ofcom）于2月4日吊销中国环球电视网执照，理由拥有执照的星空华文传媒对CGTN播出频道无实质控制权，只是CGTN在英分销商，非服务提供者。违反1990年英国广播法相关规定，即“广播执照持有者必须对获得许可的服务有控制权，包括对其播放的节目进行编辑监督”。另外，针对星空华文传媒申请将执照中国环球电视网络公司一事，英国通讯管理局不予批准，指申请缺乏关键信息，且环球电视公司由中国中央电视台和中国共产党控制。另外，声明认为CGTN在报道香港反修例运动时有失公允，违反通讯管理局的《广播规则》，有鉴于上述违规行为存在严重性，管理局决定实施制裁，具体措施将很快公布。2月5日，CGTN发表声明回应，对通讯管理局的裁定表示遗憾及坚决反对。声明指，2020年初，英国通信管理局在“极右翼组织及反华势力的操作下”，突然对CGTN英语频道在英国落地许可发起调查，CGTN随后向管理局进行详细解释说明，落地许可转持建议。然而，通讯管理局以CGTN存在“政治属性”为由，拒绝许可转持，并吊销执照。同日的中国外交部例行记者会上，发言人汪文斌表示坚决反对通讯管理局吊销CGTN执照并声称英方一方面标榜新闻自由，另一方面罔顾事实阻挠CGTN在英落地，是赤裸裸的双重标准和政治打压，严重损害中国媒体声誉，严重干扰两国间正常的人文交流。他还要求英方“立即停止政治操弄，纠正错误”，同时称中方保留作出必要反应的权利，维护中国媒体的正当权益。通訊管理局在3月8日，裁罰中國環球電視網罰款共22.5萬英鎊。原因為中國環球電視網播放「被迫認罪」影片，損害被迫認罪者的隱私並造成不公正的報導，以及在香港示威報導時未恪守中立。中国外交部发言人赵立坚表示对英国通信管理局有关决定表示关切，反对该局一再为中国媒体在英开展正常新闻报道工作人为设置障碍，并再次敦促其撤销错误决定。赵立坚形容决定反映了其“对中国抱持的强烈意识形态偏见”，是“赤裸裸的政治打压，荒唐可笑”。
在遭到英国禁播两个多月后的2021年4月9日，英国Ofcom确认了CGTN受到法国管辖；根据《欧洲跨境电视公约》，CGTN有权在英国播出。CGTN对英方的后续表态表示欢迎，并称将推进CGTN在英复播。当地时间2021年8月20日，CGTN在英复播。

### 德国
2月12日，德国沃达丰宣布将依照英国通讯管理局的决定，停止在国内播散CGTN的节目。不過與英方主動停播不同，德國的決定是由於1989年欧洲联盟与巴尔干半岛国家及乌克兰缔约了欧洲理事会的《欧洲跨境电视公约》（European Convention on Transfrontier Television）規定所致。根据协议，电视频道在协议其中一个缔约国取得落地许可，便可在全部缔约国播送，反之，如果电视频道被其中一个缔约国吊销播出许可，则執照会在全部缔约国失效。因為CGTN使用英国执照在德国落地，且英国脱欧后仍是该协议缔约方，CGTN日后可能会被全体缔约国陸續断播。

### 法国
当地时间2021年3月3日，法国最高视听委员会（CSA）批准了CGTN在该国落地的申请。根据法国法律，只要电视台通过法国的通讯卫星播出，并在法国发射信号，就可以在法国落地播出；并且无需审查持有人背景及播出内容，只需电视台播出的内容不涉及煽动暴力和仇恨等违法内容即可。同时，受惠于《欧洲跨境电视公约》，CGTN重新获得了该协定所有缔约国的落地权，其中包括英国。法國知名漢學家侯芷明與巴多投書費加洛報，抗議有關單位的決定。專文指出，CGTN隸屬中國中央電視台（CCTV），由中國共產黨中央宣傳部統一指揮。作者引述中國官方文件顯示，CCTV與CGTN的任務為「宣傳黨的理論、政治與政策；規劃與管理大型宣傳報導」，而在海外，則是「正確論述中國的歷史」。

### 澳大利亚
澳大利亚公共广播机构特别广播服务公司（SBS）的World Watch栏目曾固定转播CGTN的15分钟英语节目以及CCTV-4的《中国新闻》节目。在SBS公司收到人权组织“保护卫士”（Safeguard Defenders）投诉CGTN在2013年至2020年期间播出强迫认罪的内容后，2021年3月5日，SBS决定暂停播出CGTN的节目。不过CGTN发言人表示，当初央视仅授权SBS播出CCTV-4的新闻节目，SBS播出CGTN节目涉嫌侵权。

## 法國獨立記者投書疑雲
2021年3月31日，法国《世界报》报道称CGTN撰稿人、法国“独立记者”Laurène Beaumont经调查，实际是个根本不存在的虚构人物。世界報向發放記者證的法國職業記者證委員會資料庫查證，發現並沒有這位「曾在巴黎多個報社工作」的記者資料。后者此前为CGTN撰稿，称自己亲自去了新疆，指责人权侵犯是谎言，引發各界強烈批評中國，被指為官方媒體的造假新招，並希望監督法國廣電媒體的CSA出來關閉該頻道，CSA表示，若CGTN於電視頻道提到該名記者，CSA則可出面干預。2021年4月1日，中华人民共和国外交部发言人华春莹于例行记者会上回应此事称中方已向CGTN核实了Laurene Beaumond的身份，此人是在中国生活很多年的法籍人士并且曾多次到访新疆，她写的文章记录了她在新疆的所见所闻和事实真相，有关观点客观且公允，但关于她的细节不便透露，原因是目前在一些欧美国家对中国说句公道话的人会遭到恶意攻击；这个问题本身其实反映了个别国家、个别媒体一种不健康的思维，就是只要不符合他们的臆想，不符合他们所谓的价值观和意识形态，就一定是假的，就乱扣帽子、乱打棍子，这是要不得的。
法國《費加洛報》透過特徵與線索、找到文章作者，確認這位作者是住在法國西部薩特省40歲出頭的女性。據《中央社》消息称《費加洛報》對作者本人进行了專訪，文章作者是用「化名」投稿，她的確如CGTN所寫，曾在巴黎四大修讀藝術史與新聞，並且也曾在一些報社「做過實習」。她向費加洛報坦言，她曾經是中國中央電視台法語台主播，2011到2017年住在北京。她表示利用化名是為了保護身分，因為「我在法國有好幾個工作，而和CGTN的合作並非主要收入來源」。這位女士表示，儘管她不否認文章，但對標題「我的新疆：停止假新聞專橫」感到後悔。報導指出，她表示因擔心家人安危，將不再用這化名發表文章，這位女士當時丈夫來自烏魯木齊，而且她在2011和2016年間的數趟觀光行程，是發生在新疆再教育營政策前，她承認並沒有進行新聞調查，只是描寫自己的「所見所聞」，然而這個見聞就被CGTN拿來當作回應西方指控的報導。但並不表示將中止與中國官媒的合作關係。

## 復播後遭控強迫自白
2021年4月8日，CGTN歐洲復播後遭首控強迫兒童自白，布都熱依（Mamutjan Abdurehim）和德國政策學者鄭國恩（Adrian Zenz）向歐洲監管機構法國最高視聽委員會與美國監管機構美國聯邦傳播委員會提出首個申訴，指出違反監管規則應該再度下架。
2021年4月16日，挪威電訊公司特里亞（Telia）在收到中國環球電視網（CGTN）和央視中文國際頻道（CCTV-4）有「強迫電視認罪」的指控後，現時已經暫停轉播CGTN。此前瑞典特里亞公司亦已因為同樣理由暫停轉播CGTN。

## 新媒体节目言论被指反犹
2021年5月17日，CGTN旗下网络节目《指点财津》(BizBeat) 主持人郑峻峰称美国富有的犹太人以及犹太裔游说团体“影响美国外交决策者，主导美国金融和互联网行业，他们有可能有代表自己的强大游说力量”。随后以色列驻华大使馆称对该言论宣扬反犹主义感到失望，呼吁CGTN删除该期节目。

## 袁隆平逝世误报事件
2021年5月22日上午11时左右，CGTN官方微博、网站及推特账号同时发布了“袁隆平在长沙逝世”的消息。约二十分钟后，澎湃新闻发布微博称已联系到袁隆平秘书，袁隆平目前仍在就医，多家媒体也证实袁隆平彼时仍在世。
随即CGTN及中国电视报等其他发布逝世消息的官媒均删除了相关文章，並向公眾致歉。CGTN因此遭到广大网友强烈抨击。
下午1时41分，新华社官方微博证实，袁隆平于5月22日13时07分在湖南长沙逝世。

## 转载彭帅声明被质疑
中国网球选手彭帅在个人微博公开与前中共中央政治局委员张高丽的性丑闻，引发国际女子网球协会（WTA）主席史蒂夫·西蒙发声明表示关切后，CGTN推特账号于2021年11月18日转发中国网球选手彭帅致国际女子网球协会主席的电子邮件，提到彭帅自称没有失踪或遇险，只是在家休息，澄清WTA的声明在未经其本人核实的情况下发布。然而这封电子邮件的真实性引起外界质疑，最为明显的是邮件截图出现了一个明显的光标，而史蒂夫·西蒙也在随后发声明表示很难相信邮件是彭帅本人所写。